# Phortica pappi
Phortica pappi är en tvåvingeart som först beskrevs av Tsacas och Toyohi Okada 1983.  Phortica pappi ingår i släktet Phortica och familjen daggflugor. Inga underarter finns listade i Catalogue of Life.